# Naval Air Facility Washington
La Naval Air Facility Washington ou NAF Washington ( IATA : NSF , ICAO : KNSF , FAA LID : NSF) était une base aérienne de l'United States Navy Reserve située près de Camp Springs, dans le Comté du Prince George, dans le Maryland.
L'installation a été établie à l'Andrews Air Force Base en 1958. Dans le cadre du programme de réalignement et de fermeture de la base (BRAC) de 2005, elle a fusionné avec la base aérienne d'Andrews en 2009 pour créer la base aérienne conjointe Andrews-Naval Air Facility Washington.

## Historique

### Réorganisation
En avril 1972, la Réserve aérienne navale a été réorganisée en deux escadres aériennes de porte-avions tactiques (CVWR-20 et CVWR-30) avec des escadrons de transport et de patrouille de soutien. 
Avec cette réorganisation, les escadrons sont devenus les gardiens de leurs propres aéronefs et la NAF s'est vu attribuer des aéronefs à des fins utilitaires et d'entraînement avec leur mission principale de former des réservistes sélectionnés. La NAF est devenue le foyer des VFP-206 (en), VFP-306 (en), VR-52, VP-68 (en) et VP-20 (en) autres unités tactiques et non tactiques. À partir de 1976, la mission de soutien logistique de la NAF Washington comprenait les opérations de vol de transport administratif et le soutien des services transitoires des aéronefs à l'arrivée.